# Джем: Створення утопії
«Джем: Створення утопії» (англ. Jem) — науково-фантастичний роман американського письменника Фредерика Пола. Вперше надрукований  1979 року.
У ньому розповідається про дослідження та колонізацію планети Джем, на якій живуть три розумні види, трьома блоками земних держав, антагоністичних, але взаємозалежних. Дія роману розгортається в невизначеному майбутньому середини-кінця 21-го століття чи 22-го століття.

## Сюжет
У майбутньому Земля буде організована на три економічні блоки: паливний блок (на прізвисько «слизькі»), утворений країнами ОПЕК та Великою Британією, харчовий блок («товстуни»), утворений Сполученими Штатами та експортерами продовольства з Америк та Європи, а також блок народних республік («піпи»), утворений країнами третього та четвертого світу, які експортують працівників. Усі залежать один від одного, що підтримує певний мир, хоча відносини не дуже хороші. Саме в цій атмосфері виявлено тьмяну зорю, навколо якого обертається трохи менша за Землю планета, названа N-OA Bes-bes Близнята 8426 і скорочено Джем, на якій є всі основні умови для життя людини, і всі блоки відправляють місії на планету.
Першими, хто прибуває на Клонг, іншу назву планети Джем, є «піпи». Нарешті, «товстунам» з Дахаусом як головним героєм також вдається висадитися на планеті та створити базу, не таку слабку, як у «піпів», але набагато менш розкішну, ніж у «слизьких». Кожен блок надсилає місію, що складається з кількох учасників з декількома еквівалентними персонажами, такими як біолог і перекладач. У романі Пола мозок перекладачів прооперований, щоб краще виконувати свою роботу.
На Джемі існує принаймні три місцеві види зі свідомістю та чіткою соціальною організацією:
- кротоподібні «плазуни»;
- «крінпіт», що нагадує величезних крабів, і
- «балонисти», різновид повітряних медуз розміром з повітряну кулю.

Ситуація напруженої політичної та соціальної конкуренції, яка панує на Джемі між колонізаторами кожного блоку, що прибули із Землі, закінчується катастрофічно для людей. Ті, хто вижив, зрештою формують досить утопічне суспільство протягом багатьох поколінь, у якому корінне населення Джема тримається в рабстві.